# Letecké hlídkování

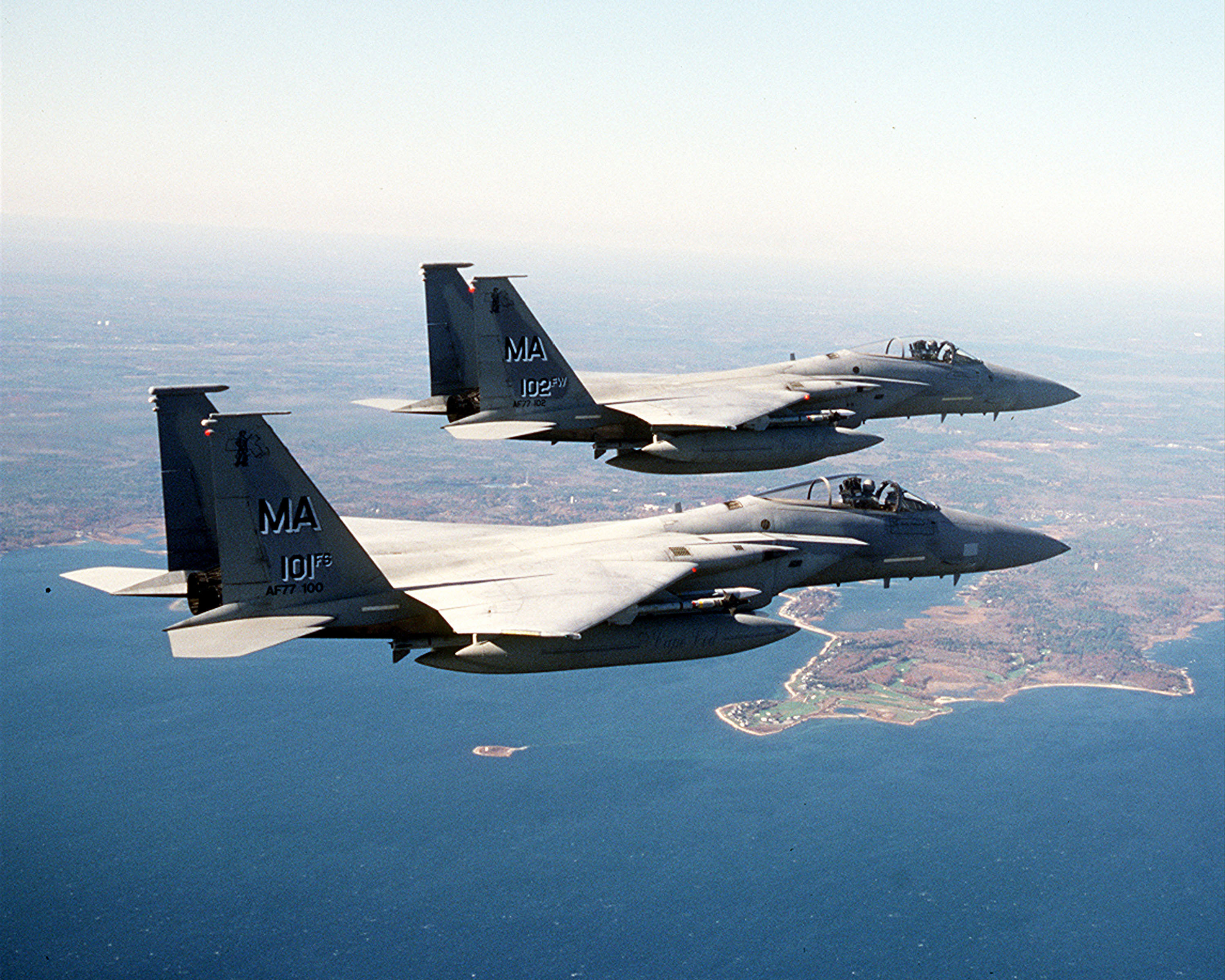
Příklad stíhací hlídky: Dvojice F-15 Eagle 102. stíhacího křídla Letecké národní gardy státu Massachusetts během hlídkování nad New Yorkem v rámci operace Noble Eagle

Letecké hlídkování (anglicky Combat air patrol, francouzsky Patrouille aérienne de combat), někdy též střeh ze vzduchu, je taktika protivzdušné obrany stíhacího letectva, spočívající v udržování, ve vzdušném prostoru, hlídek složených z různého počtu stíhacích letounů, ve vymezeném chráněném prostoru protivzdušné obrany, nebo nad vlastními pozemními či námořními silami v některé oblasti, nebo nad vymezeným úsekem pozemního či námořního prostoru bojové činnosti, nebo jiným cílovým prostorem; s cílem stíhat letadla protivníka a zničit je, nebo alespoň znemožnit jim vedení bojové činnosti či dosažení jejich cílů.
Letecké hlídkování vzniklo jako bojová taktika stíhacího letectva již za první světové války, a postupně bylo doplněno o spolupráci jednotek bojových strojů ve vzduchu s povrchovými (pozemními či námořními) centry řízení koordinujícími činnost leteckých hlídek a navádějící je na zjištěné letouny protivníka na základě informací získaných za pomoci radiolokace, případně s letadly včasné výstrahy a řízení plnícími podobnou roli.